# ダニエル・ペッペルマン

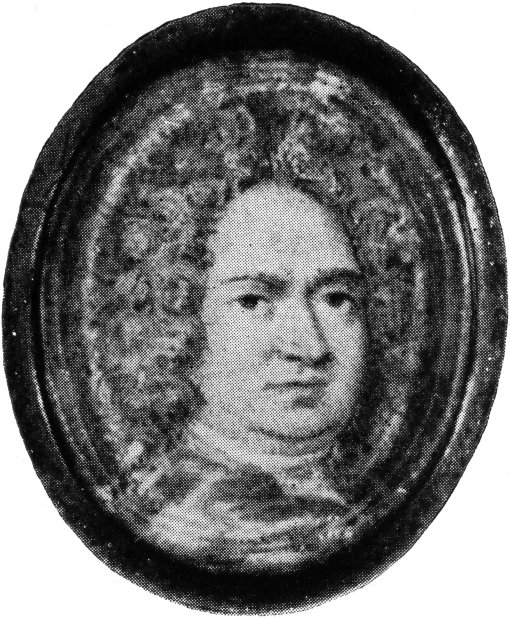
マッティウス・ダニエル・ペッペルマン

マッティウス・ダニエル・ペッペルマン（Matthäus Daniel Pöppelmann、1662年5月3日 - 1736年1月17日）は、ザクセン選帝侯のフリードリヒ・アウグスト1世（アウグスト強王）に仕えたドイツの建築家、都市計画家。
ヘルフォルトの商家に生まれる。1680年にザクセンの建築局に無給の補助員として入り、経験を積んだ後、1686年に建築技師として雇われ、ザクセン公国の建築物の設計や工事監督など、様々な仕事をこなした。1705年に建築マイスターに昇進した後、ツヴィンガー宮殿の計画を中心となって担当する。宮殿の設計のため、ウィーンやローマ、さらにパリなど、当時の代表的なバロック建築の宮殿を訪問している。1718年には上級建築マイスターとなり、1734年に職を辞するまで、ザクセン公国の建築部門責任者として多数の建築にかかわった。

## 主な作品
- ツヴィンガー宮殿(1711–1728)：ペッペルマンの代表作品である。
- ピルニッツ宮殿(1720–1723)：山の宮殿や水の宮殿を設計した。
- 日本宮殿(1727-1733)：エルベ川沿いのノイシュタット側に建つ。当初はオランダ宮殿と呼ばれていたが、アウグスト強王の命による改装で内部が東洋趣味に変えられ、日本宮殿と呼ばれるようになった。その後も何回か改造されている。
- 古アウグストス橋(1727–1731)：ドレスデンを代表する橋であったが、船の大型化のため1907年に取り壊され、旧橋のデザインを受け継いだ新アウグストス橋が建設された。